# Publio Valerio Faltón
Publio Valerio Faltón (en latín, Publius Valerius Q. f. P. n. Falto) fue un político y militar romano del siglo III a. C., hermano de Quinto Valerio Faltón.

## Carrera pública
Ocupó el consulado en el año 238 a. C. En este año, los boyos, un pueblo galo, reanudaron las hostilidades después de haber estado en paz con Roma durante casi medio siglo y formaron una liga de tribus con sus parientes en el valle del Po y con los ligures. Faltón fue despachado al mando de un ejército consular en contra de ellos, pero fue derrotado en una primera batalla con grandes pérdidas. El Senado, ante la noticia de su derrota, ordenó a uno de los pretores, Marco Genucio Cipo, que marchara en su auxilio. 
Faltón, sin embargo, consideró esta acción como una intromisión en su provincia y, antes de que el refuerzo hubiera llegado, atacó a los boyos por segunda vez derrotándolos. Pero a su regreso a Roma, se le negó un triunfo, no sólo debido a causa de su derrota, sino porque había luchado temerariamente con un ejército derrotado sin esperar la llegada del pretor con los refuerzos.